# Etnometodologija
Etnometodologija je proučavanje načina na koji se društveni poredak proizvodi kroz procese društvene interakcije. Općenito nastoji pružiti alternativu glavnim sociološkim pristupima. U svom najradikalnijem obliku predstavlja izazov društvenim znanostima u cjelini. Njegova rana istraživanja dovela su do utemeljenja analize razgovora, koja je pronašla svoje mjesto kao prihvaćena disciplina unutar akademije. Prema Psathasu, moguće je razlikovati pet glavnih pristupa unutar etnometodološke obitelji disciplina.
Etnometodologija je fundamentalno deskriptivna disciplina koja se ne bavi objašnjenjem ili vrednovanjem određenog društvenog poretka koji je predmet proučavanja., "otkriti stvari koje osobe u određenim situacijama rade, metode koje koriste, kako bi stvorili obrazac uređenosti društvenog života". Međutim, primjene su pronađene u mnogim primijenjenim disciplinama kao što su dizajn softvera i studije menadžmenta.

## Definicija
Značenje pojma se radi objašnjenja može raščlaniti na tri sastavna dijela: etno + metoda + logija. Koristeći odgovarajući primjer Južne Kalifornije: etno se odnosi na određenu socio-kulturnu skupinu (na primjer, određenu lokalnu zajednicu surfera); metoda se odnosi na metode i prakse koje ova posebna skupina koristi u svojim svakodnevnim aktivnostima (na primjer, u vezi sa surfanjem); a logija se odnosi na sustavni opis tih metoda i praksi. Fokus istraživanja korištenog u našem primjeru je društveni poredak surfanja, etnometodološki interes je "kako" (metode i prakse) se proizvodi i održava ovaj društveni poredak. U biti, etnometodologija pokušava stvoriti klasifikacije društvenih akcija pojedinaca unutar grupa kroz izravno oslanjanje na iskustvo grupa, bez nametanja okruženju mišljenja istraživača s obzirom na društveni poredak, kao što je slučaj s drugim oblicima socioloških istraga.

## Podrijetlo i opseg
Pristup je izvorno razvio Harold Garfinkel, koji je njegovo podrijetlo pripisao svom radu na istraživanju ponašanja članova žirija 1954. godine. Njegov interes bio je opisivanje zdravorazumskih metoda kojima se članovi porote koriste u sobi za porotu kao porota. Dakle, njihove metode za: utvrđivanje činjenica; razvoj lanaca dokaza; utvrđivanje pouzdanosti iskaza svjedoka; uspostavljanje organizacije govornika u samoj žirijskoj sobi; i utvrđivanje krivnje ili nevinosti optuženika, itd. sve su to teme od interesa etnometodologije. Takve metode služe za konstituiranje društvenog poretka porotnika za članove žirija, kao i za istraživače i druge zainteresirane strane, u tom specifičnom društvenom okruženju.
Taj se interes razvio iz Garfinkelove kritike pokušaja Talcotta Parsonsa da izvede opću teoriju društva. Ova kritika je nastala njegovim čitanjem Alfreda Schutza, iako je Garfinkel u konačnici preradio mnoge Schutzove ideje. Garfinkel se također oslanjao na svoje proučavanje načela i prakse financijskog računovodstva; klasična sociološka teorija i metode Durkheima i Webera; i tradicionalno sociološko zanimanje za hobbesovski "problem reda".
Za etnometodologa, sudionici stvaraju poredak društvenih okruženja kroz svoje zajedničke prakse stvaranja smisla. Dakle, postoji suštinska prirodna refleksivnost između aktivnosti davanja smisla društvenom okruženju i tijeka proizvodnje tog okruženja; njih dvoje su zapravo identični. Nadalje, te su prakse (ili metode) dokazano provedene, čineći ih dostupnima za proučavanje. To otvara široko i višestruko područje istraživanja. John Heritage piše: "U svojoj otvorenoj referenci na [proučavanje] bilo koje vrste postupka stvaranja smisla, pojam predstavlja putokaz prema domeni neistraženih dimenzija, a ne iscrtavanje jasno ocrtanog teritorija."

## Teorija i metode
Etnometodologija je često zbunjivala komentatore zbog svog radikalnog pristupa ispitivanja teorije i metode. Što se tiče teorije, Garfinkel je dosljedno zagovarao stav etnometodološke ravnodušnosti, načelni agnosticizam u odnosu na društvenu teoriju koji inzistira na tome da zajednička shvaćanja članova društvenog okruženja koje se proučava imaju prednost nad bilo kojim konceptima za koje bi društveni teoretičar mogao donijeti analizu izvan tog okruženja. To može biti zbunjujuće za tradicionalne društvene znanstvenike, obučene u potrebi za društvenom teorijom. Mnoštvo teorijskih referenci Anne Rawls, u njezinu uvodu u Ethnomethodology's Program, moglo bi se protumačiti kao sugeriranje ublažavanja ove pozicije pred kraj Garfinkelova života.  Međutim, stajalište je u skladu s etnometodološkim shvaćanjem značaja "metoda člana" i s određenim pravcima filozofske misli vezane uz filozofiju znanosti (Polanyi 1958; Kuhn 1970; Feyerabend 1975), te proučavanje stvarnih praksi znanstvenog postupka. Također ima snažnu korespondenciju s kasnijom filozofijom Ludwiga Wittgensteina, posebno u primjeni na društvene studije od Petera Wincha.
U Garfinkelovom se radu također poziva na Husserla (Transcendentalna fenomenologija), Gurwitscha ( Gestalt teorija) i, najčešće, naravno, na radove društvenog fenomenologa Alfreda Schutza (Fenomenologija prirodnog stava), između ostalih. S druge strane, autori i teorijske reference koje Garfinkel navodi ne predstavljaju rigoroznu teorijsku osnovu za etnometodologiju. Etnometodologija nije durkheimovska, iako dijeli neke interese s Durkheimom; to nije fenomenologija, iako posuđuje dijelove iz Husserlovih i Schutzovih studija o životnom svijetu ( Lebenswelt ); to nije oblik Gestalt teorije, iako opisuje društvene poretke koji imaju svojstva slična Gestaltu; i nije wittgensteinovski, iako se koristi Wittgensteinovim razumijevanjem upotrebe pravila, itd. Umjesto toga, te su posudbe samo fragmentarne reference na teorijska djela iz kojih je etnometodologija prisvojila teorijske ideje za izražene svrhe provođenja etnometodoloških istraživanja.
Slično tome, etnometodologija ne zagovara nikakve formalne metode istraživanja, inzistirajući na tome da metodu istraživanja diktira priroda fenomena koji se proučava. Etnometodolozi su provodili svoja istraživanja na različite načine, a smisao tih istraživanja je "otkriti stvari koje osobe u određenim situacijama rade, metode koje koriste, kako bi stvorili šablonu uređenosti društvenog života".  Michael Lynch je zamijetio sljedeće: "Vodeći ljudi na tom području opetovano su naglašavali da ne postoji obvezni skup metoda [koje koriste etnometodolozi], niti zabrana korištenja bilo kojeg istraživačkog postupka, ako je on adekvatan određenom fenomenu koji se proučava" .

## Neke vodeće politike, metode i definicije
Temeljna pretpostavka etnometodoloških studijaKao što je opisala Anne Rawls, govoreći za Garfinkel: "Ako se pretpostavi, kao što Garfinkel čini, da je smislen, šablonski i uredan karakter svakodnevnog života nešto što ljudi moraju raditi da bi postigli, onda se također mora pretpostaviti da imaju neke metode za to". To jest, "...članovi društva moraju imati neke zajedničke metode koje koriste za uzajamnu izgradnju smislene uređenosti društvenih situacija."
Etnometodologija je empirijski pothvatRawls navodi: "Etnometodologija je temeljito empirijski pothvat posvećen otkrivanju društvenog poretka i inteligibilnosti [smišljanja] kao kolektivnih postignuća koja se mogu svjedočiti." "Ključni kamen [etnometodološkog] argumenta je da lokalni [društveni] poreci postoje; da su ti poreci vidljivi u scenama u kojima su proizvedeni; i da se mogućnost [njihove] razumljivosti temelji na stvarnom postojanju i detaljnom odigravanju ovih naredbi." Međutim, etnometodologija nije konvencionalno empiristička. Njegova empirijska priroda navedena je u slabom obliku jedinstvenog zahtjeva adekvatnosti.
Jedinstveni zahtjev adekvatnosti metoda (slabi oblik)istraživač bi trebao imati 'vulgarnu kompetenciju' u istraživačkom okruženju. To jest, trebali bi moći funkcionirati kao obični članovi tog okruženja.
Jedinstveni zahtjev adekvatnosti metoda (jaki oblik)jednak je zahtjevu za etnometodičkom ravnodušnošću.
Etnometodološka ravnodušnostTo je politika namjernog agnosticizma, ili ravnodušnosti, prema diktatima, predrasudama, metodama i praksama sociološke analize kako su tradicionalno shvaćene (primjeri: teorije "devijantnosti", analiza ponašanja kao pravila, teorija uloga, institucionalne (de)formacije, teorije društvene stratifikacije itd.). Diktati i predrasude koji služe unaprijed strukturiranju tradicionalnih društvenih znanstvenih istraživanja neovisno o predmetu koji se uzima kao tema proučavanja ili o istraživačkom okruženju koje je podvrgnuto ispitivanju. Politiku etnometodološke indiferentnosti posebno ne treba shvatiti kao ravnodušnost prema problemu društvenog poretka koji se uzima kao briga grupe (članova).
Prvi putOvo je praksa pokušaja opisivanja bilo koje društvene aktivnosti, bez obzira na njenu rutinu ili svakodnevni izgled, kao da se događa po prvi put. Ovo je nastojanje da se razotkrije kako promatrač aktivnosti sastavlja ili konstituira aktivnost u svrhu formuliranja bilo kojeg posebnog opisa. Smisao takve vježbe je učiniti dostupnim i naglasiti složenost sociološke analize i opisa, posebice indeksna i refleksivna svojstva vlastitih opisa aktera ili promatrača onoga što se događa u bilo kojoj danoj situaciji. Takva će aktivnost također otkriti promatračevo neizbježno oslanjanje na hermeneutički krug kao definirajuću "metodologiju" društvenog razumijevanja i za laike i za društvene znanstvenike.
Eksperiment kršenjaMetoda otkrivanja ili razotkrivanja zajedničkog rada koji obavljaju pripadnici određenih društvenih skupina u održavanju jasno prepoznatljivog i zajedničkog društvenog poretka. Na primjer, vožnja u krivom smjeru prometnom jednosmjernom ulicom može otkriti mnoštvo korisnih uvida u šablonske društvene prakse i moralni poredak zajednice sudionika u prometu. Smisao takve vježbe - osoba koja se pretvara da je stranac ili podstanar u vlastitom kućanstvu - jest pokazati da se stjecanje uvida u rad uključen u održavanje bilo kojeg društvenog poretka često najbolje može otkriti kršenjem tog društvenog poretka i promatranjem rezultata tog kršenja—posebno one aktivnosti povezane s ponovnim sastavljanjem tog društvenog poretka i normalizacijom tog društvenog okruženja.
Sacksov sjajPitanje o aspektu društvenog poretka koje preporuča, kao metodu odgovora, da bi istraživač trebao potražiti članove društva koji su u svom svakodnevnom životu odgovorni za održavanje tog aspekta društvenog poretka. To je u suprotnosti s idejom da na takva pitanja najbolje odgovara sociolog. Prvotno Sacksovo pitanje ticalo se predmeta na javnim mjestima i kako je moguće vidjeti da ti predmeti pripadaju ili ne pripadaju nekome. Odgovor je pronašao u aktivnostima policajaca koji su morali odlučivati jesu li automobili napušteni.
Durkheimov aforizamDurkheim je slavno preporučio: "naše osnovno načelo, načelo objektivnosti društvenih činjenica". To se obično shvaća da znači da bismo trebali pretpostaviti objektivnost društvenih činjenica kao načelo proučavanja (čime se osigurava osnova sociologije kao znanosti). Garfinkelovo alternativno tumačenje Durkheima je da objektivnost društvenih činjenica trebamo tretirati kao postignuće članova društva, a sam proces postignuća učiniti fokusom proučavanja. Etnometodološka respecifikacija Durkheimove statistike putem "pogrešnog čitanja" (vidi dolje) njegovog citata pojavljuje se gore. U literaturi postoji i tekstualna poveznica/obrazloženje. Obje veze uključuju povjerenje od strane čitatelja; to jest, ne vjerujemo da je jedna metoda za ovo tumačenje nužno bolja od druge, ili da jedan oblik opravdanja za takvo tumačenje nadmašuje svog konkurenta.
EvidencijaEvidencija su načini na koje članovi označavaju, opisuju ili objašnjavaju svojstva određene društvene situacije. Mogu se sastojati od verbalnih i neverbalnih objektivizacija. Oni su uvijek i indeksni za situaciju u kojoj se pojavljuju (vidi dolje), i, istovremeno refleksivni - služe za konstituiranje te situacije. Evidencija se može sastojati od nečeg jednostavnog poput treptaja oka, materijalnog predmeta koji svjedoči o stanju stvari (dokumenti, itd.) ili nečeg tako složenog poput priče koja detaljno opisuje granice svemira.
IndeksikalnostKoncept indeksikalnosti ključni je temeljni koncept etnometodologije. Garfinkel navodi da je izveden iz koncepta indeksnih izraza koji se pojavljuju u filozofiji običnog jezika (1967.), gdje se izjava smatra indeksnom u onoj mjeri u kojoj njen smisao ovisi o kontekstu u koji je ugrađen (Bar-Hillel 1954. :359-379). Fenomen je priznat u različitim oblicima analitičke filozofije, te sociološke teorije i metoda, ali se smatra ograničenim opsegom i ispravljenom operacionalizacijom specifikacije. U etnometodologiji je fenomen univerzalan na sve oblike jezika i ponašanja, te se smatra nepopravljivim u svrhu uspostavljanja znanstvenog opisa i objašnjenja društvenog ponašanja. Posljedica stupnja kontekstualne ovisnosti za "segment" govora ili ponašanja može se kretati od problema uspostavljanja "radnog konsenzusa" u vezi s opisom izraza, koncepta ili ponašanja, do krajnje igre samog društveno-znanstvenog opisa. Imajte na umu da svaki ozbiljan razvoj koncepta mora na kraju pretpostaviti teoriju značenja kao svoj temelj (vidi Gurwitsch 1985). Bez takve temeljne podloge, i tradicionalni sociolog i etnometodolog potisnuti su samo na pričanje priča uz logorsku vatru (Brooks 1974).
Pogrešno čitanje (teksta)Pogrešno čitanje teksta, ili dijelova teksta, ne znači pogrešno čitanje teksta u cijelosti ili djelomično. Kao što Garfinkel navodi, to znači označiti "alternativno čitanje" teksta ili fragmenta teksta. Kao takav, njegovo izvorno i  pogrešno tumačenje ne "prevode se od točke do točke", već "umjesto toga idu zajedno". Ne nude se nikakvi kriteriji za prijevod izvornog teksta i njegovo pogrešno čitanje—ishod takvih prijevoda je Garfinkelovim izrazom: "nesumjerljiv". Pogrešno čitanje tekstova ili fragmenata tekstova standardna je značajka etnometodološkog načina rada na teoriji, posebno u odnosu na teme iz fenomenologije.
RefleksivnostUnatoč činjenici da mnogi sociolozi koriste "refleksivnost" kao sinonim za "samorefleksiju", način na koji se taj izraz koristi u etnometodologiji je drugačiji: namijenjen je "opisivanju akauzalne i nementalističke determinacije smislenog djelovanja-u- kontekst". Vidi također: Refleksivnost (socijalna teorija).
Dokumentarna metoda tumačenjaDokumentarna metoda je metoda razumijevanja koju koriste svi koji pokušavaju shvatiti svoj društveni svijet—to uključuje i etnometodologa. Garfinkel je preuzeo koncept iz djela Karla Mannheima i opetovano demonstrira upotrebu metode u studijama slučaja koje se pojavljuju u njegovom središnjem tekstu, Studies in Etnomethodology. Mannheim je definirao taj pojam kao potragu za identičnim homolognim obrascem značenja koji leži u podlozi niza potpuno različitih realizacija tog značenja. Garfinkel navodi da se dokumentarna metoda tumačenja sastoji od tretiranja stvarnog izgleda kao "dokumenta", "kao upućivanja na", kao "stajanja u ime", pretpostavljenog temeljnog obrasca. Ovi "dokumenti" služe za konstituiranje temeljnog obrasca, ali se sami tumače na temelju onoga što je već poznato o tom temeljnom obrascu. Ovaj prividni paradoks prilično je poznat hermeneutičarima koji ovaj fenomen shvaćaju kao verziju hermeneutičkog kruga. Ovaj fenomen također je predmet analize iz perspektive Gestalt teorije (odnosi dio/cjelina), te fenomenološke teorije percepcije.
Društveni poredciTeorijski gledano, objekt etnometodološkog istraživanja je društveni poredak uzet kao briga člana grupe. Metodološki, društveni poredak je dostupan za opis u bilo kojem specifičnom društvenom okruženju kao obračun specifičnih društvenih poredaka: osjetljive koherentnosti računa koji određuju određeno društveno okruženje za sudionike u odnosu na određeni društveni projekt koji treba realizirati u tom okruženju. Sami društveni poreci dostupni su objema stranama sudionika i istraživača kroz fenomene poretka: stvarni obračun djelomičnih (adumbiranih) pojava ovih osjetljivo koherentnih društvenih poredaka. Ove pojave (dijelovi, adumbrate) društvenih poredaka utjelovljene su u specifičnim prikazima i korištene u određenom društvenom okruženju od strane članova određene grupe pojedinaca uključenih u to okruženje. Specifični društveni poreci imaju ista formalna svojstva koja je identificirao A. Gurwitsch u svojoj raspravi o konstitutivnim značajkama perceptualne noeme, i, šireći se, iste odnose značenja opisanih u njegovom prikazu Gestalt konteksta (vidi Gurwitsch 1964:228–279 ). Kao takvo, nije ni čudo što Garfinkel kaže: "ne možete učiniti ništa ako ne čitate njegove tekstove".
Područje istraživanja etnometodologijeZa etnometodologiju tema proučavanja su društvene prakse stvarnih ljudi u stvarnom okruženju, te metode kojima ti ljudi proizvode i održavaju zajednički osjećaj društvenog poretka.

## Razlike od sociologije
Budući da je etnometodologija postala anatema za određene sociologe, i budući da oni koji je prakticiraju vole percipirati svoje vlastite napore kao radikalni prekid u odnosu na prethodne sociologije, bilo je malo pokušaja povezivanja etnometodologije s tim prijašnjim sociologijama. Međutim, iako se etnometodologija razlikuje od socioloških metoda, ona se ne nastoji natjecati s njima niti pružiti lijekove za bilo koju od njezinih praksi.  Etnometodološki pristup razlikuje se od sociološkog pristupa koliko i sociologija od psihologije iako oba govore o društvenom djelovanju. To ne znači da etnometodologija ne koristi tradicionalne sociološke forme kao rezonantnu ploču za vlastiti programski razvoj, ili za uspostavljanje mjerila za razlike između tradicionalnih socioloških oblika studija i etnometodologije, jer to samo znači da etnometodologija nije uspostavljena kako bi: popravljati, kritizirati, potkopavati ili ismijavati tradicionalne sociološke forme. U biti, razlikovna razlika između socioloških pristupa i etnometodologije je u tome što potonja usvaja zdravorazumski stav prema znanju.
Za razliku od tradicionalnih socioloških oblika istraživanja, obilježje etnometodološke perspektive je da se ne poziva teorijski ili metodološki na: vanjske pretpostavke u vezi sa strukturom aktera ili karakterizacijom društvene stvarnosti od strane aktera; odnose se na subjektivna stanja pojedinca ili skupine pojedinaca; pripisati konceptualne projekcije kao što su "vrijednosna stanja", "osjećaji", "ciljne orijentacije", "mini-max ekonomske teorije ponašanja", itd., bilo kojem akteru ili grupi aktera; ili postaviti određeni "normativni poredak" kao transcendentalno obilježje društvenih scena, itd.
Za etnometodologa, metodička realizacija društvenih scena odvija se unutar stvarnog okruženja koje se promatra, a strukturiraju ga sudionici tog okruženja kroz refleksivno uzimanje u obzir značajki tog okruženja. Posao etnometodologa je opisati metodički karakter tih aktivnosti, a ne objasniti ih na način koji nadilazi ono što je dostupno u i kroz stvarne računovodstvene prakse pojedinca koji su uključeni u te postavke.
Razlike se stoga mogu sažeti na sljedeći način:
1. Dok tradicionalna sociologija obično nudi analizu društva koja fakticitet (činjenični karakter, objektivnost) društvenog poretka uzima zdravo za gotovo, etnometodologija se bavi postupcima (praksama, metodama) kojima se taj društveni poredak proizvodi i dijeli.
2. Dok tradicionalna sociologija obično pruža opise društvenih okruženja koji se natječu sa stvarnim opisima koje nude pojedinci koji sudjeluju u tim okruženjima, etnometodologija nastoji opisati postupke (prakse, metode) koje ti pojedinci koriste u svojim stvarnim opisima tih okruženja.

## Vrste
Prema Georgeu Psathasu, može se identificirati pet vrsta etnometodoloških studija (Psathas 1995:139–155). One se mogu okarakterizirati kao:
1. Organizacija praktičnih radnji i praktičnog zaključivanja. Uključujući najranije studije, poput onih u Garfinkelovim temeljnim Studijama etnometodologije .[25]
2. Organizacija razgovora u interakciji. Nedavno poznat kao analiza razgovora, Harvey Sacks uspostavio je ovaj pristup u suradnji sa svojim kolegama Emanuelom Schegloffom i Gailom Jeffersonom .
3. Razgovor u interakciji unutar institucionalnih ili organizacijskih postavki. Dok su se rane studije usredotočile na razgovor apstrahiran od konteksta u kojem je proizveden (obično korištenjem magnetofonskih zapisa telefonskih razgovora), ovaj pristup nastoji identificirati interakcijske strukture koje su specifične za određena okruženja.
4. Studij rada. 'Posao' se ovdje koristi za označavanje bilo koje društvene aktivnosti. Analitički interes je u tome kako se taj posao postiže unutar okruženja u kojem se izvodi.
5. Brzina rada. Ono što jednu aktivnost čini onim što jest? npr. što test čini testom, natjecanje natjecanjem ili definiciju definicijom?

Daljnja rasprava o varijantama i raznolikosti etnometodoloških istraživanja može se pronaći u radu Maynarda i Claymana.

## Odnos s analizom razgovora
Odnos između etnometodologije i analize konverzacije ponekad je bio sporan, s obzirom na njihove interese koji se preklapaju, blisku suradnju između njihovih utemeljitelja i kasniju različitost interesa među mnogim praktičarima. U onoj mjeri u kojoj je proučavanje društvenih poredaka "neumoljivo isprepleteno" s konstitutivnim značajkama govora o tim društvenim poredcima, etnometodologija je posvećena interesu i za konverzacijski govor i za ulogu koju ovaj govor igra u konstituciji tog poretka. Razgovor se smatra indeksnim i ugrađenim u određeni društveni poredak. Također je prirodno refleksivan i konstitutivan za taj poredak. Anne Rawls je istaknula: "Mnogi, zapravo većina onih koji su razvili ozbiljan interes za etnometodologiju također su koristili analizu razgovora, koju su razvili Sacks, Schegloff i Jefferson, kao jedan od svojih istraživačkih alata." :143
S druge strane, tamo gdje je proučavanje konverzacijskog govora odvojeno od svog konteksta - to jest, kada poprima karakter čisto tehničke metode i "formalnog analitičkog" pothvata u vlastitom pravu - to nije oblik etnometodologije . "Opasnost" od nesporazuma ovdje, kao što Rawls primjećuje, jest u tome što analiza razgovora može postati samo još jedan formalni analitički pothvat, poput bilo koje druge formalne metode koja donosi analitički alat od predrasuda, formalnih definicija i operativnih postupaka u situaciju/postavku koja se proučava. Kada se takvi analitički koncepti generiraju unutar jedne postavke i konceptualno primjenjuju (generaliziraju) na drugu, (ponovna) primjena predstavlja kršenje snažnog oblika jedinstvenog zahtjeva adekvatnosti metoda.

## Veze s fenomenologijom
Iako je etnometodologija okarakterizirana kao "fenomenološki senzibilitet", a pouzdani komentatori su priznali da "postoji snažan utjecaj fenomenologije na etnometodologiju" (Maynard i Kardash 2007:1484), ortodoksni pristaše discipline − oni koji slijede Garfinkelova učenja − ne predstavljaju ga kao granu ili oblik fenomenologije ili fenomenološke sociologije.
Zbunjenost između dviju disciplina djelomično proizlazi iz prakse nekih etnometodologa (uključujući Garfinkela), koji prebiru fenomenološke tekstove, obnavljajući fenomenološke koncepte i nalaze koji su relevantni za njihove interese, a zatim prenose te koncepte i nalaze na teme u studiji društvenog poretka. Takve interpretativne transpozicije ne čine etnometodologa fenomenologom, niti etnometodologiju oblikom fenomenologije.
Kako bi dodatno zamutili vodu, neki se fenomenološki sociolozi hvataju za etnometodološke nalaze kao primjere primijenjene fenomenologije; čak i kada se rezultati ovih etnometodoloških istraživanja očito ne koriste fenomenološkim metodama, niti formuliraju svoje nalaze jezikom fenomenologije. Takozvane fenomenološke analize društvenih struktura koje se na prvi pogled ne odnose ni na jednu od struktura intencionalne svijesti, trebale bi postaviti pitanja o fenomenološkom statusu takvih analiza.
Garfinkel govori o fenomenološkim tekstovima i nalazima kao o "prisvojenim" i namjerno "pogrešnim čitanjima" za potrebe istraživanja tema u proučavanju društvenog poretka. Ova prisvajanja i metodička "pogrešna čitanja" fenomenoloških tekstova i nalaza očito su učinjena u svrhu unaprjeđenja etnometodoloških analiza i ne bi ih se trebalo zamijeniti s logičnim proširenjima ovih fenomenoloških tekstova i nalaza.
Na kraju, ni u jednom Garfinkelovu radu ne postoji tvrdnja da je etnometodologija oblik fenomenologije ili fenomenološke sociologije. Tvrditi da etnometodologija ima "fenomenološki senzibilitet" ili da "postoji snažan utjecaj fenomenologije na etnometodologiju" nije isto što i opisivanju etnometodologije kao oblika fenomenologije (vidi Garfinkel/Liberman 2007:3–7).
Iako etnometodologija nije oblik fenomenologije, čitanje i razumijevanje fenomenoloških tekstova i razvijanje sposobnosti fenomenološkog viđenja ključni su za stvarno provođenje etnometodoloških studija. Kao što Garfinkel navodi u vezi s radom fenomenologa Arona Gurwitscha, posebno njegovim Poljem svijesti (1964.: fenomenološki urtekst etnometodologije): "ne možete ništa učiniti ako ne čitate njegove tekstove". 

## Vanjske poveznice
- Ethno/CA Vijesti Primarni izvor informacija i resursa za etnometodologiju i analizu razgovora.
- AIEMCA.net Australski institut za analizu razgovora i etnometodologiju.